# カニョンシトの戦い
カニョンシトの戦い（Battle of Cañoncito）は、1846年8月8日から8月14日の間に、ニューメキシコ州サンタフェ近くで起こった、米墨戦争中の戦闘。直接戦火を交えることはなかった。

## 概要
米墨戦争の初期、アメリカ陸軍中佐のスティーブン・W・カーニーは、アメリカ合衆国にニューメキシコ準州を保証するため、争われていたインディアンの土地を通って、カンザス州レブンワースから1,700人の兵士を連れてきた。メキシコ領ニューメキシコ州のマヌエル・アルミホ総督は、1846年6月に、行商と共にミズーリ州インディペンデンスを訪ねていたアメリカ人商人からこの侵略を聞いていた。8月8日、アルミホはニューメキシコの人々に宣言し、アメリカの侵略を退ける用意をするように勧めた。
8月9日、アルミホはニューメキシコ人のリーダーたちを会議に招集した。彼は戦いたくなかったが、教区の司祭たち、メキシコ正規軍の司令官、ディエゴ・アルチュレタ、そして民兵士官のマヌエル・チャベスとミゲル・ピノは、彼らの土地の防衛のため、戦うことを望んだため、両者は対立した。
サンタフェの防衛を用意する際に、アルミホは細い山道のプエブロ集落に位置を固めたが、結局戦わないことを決めた。ピノ、チャベス、民兵が反対すると、アルミホは砲兵に彼らを狙うよう命令した。8月14日、接近してくるアメリカ軍の勢力を確認した後、メキシコ軍のほとんどはサンタフェの自宅に帰ることを決め、この時アルミホとメキシコ軍正規兵数名は南のチワワ州へ出発した。
8月15日、カーニーと彼の軍隊はサンタフェに入り、砲火を上げることなくニューメキシコを占領した。アメリカの侵略を前にしたこれらのメキシコ人同士の事件が、「カニョンシトの戦い」と言われている。